# 麦迪逊广场北历史街区

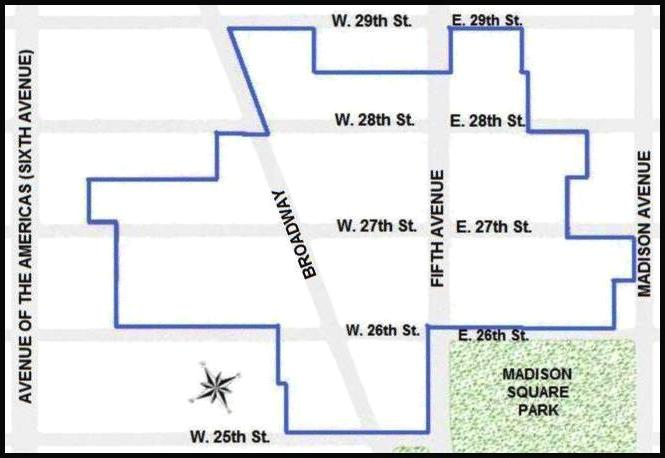
该区边界

40°44′39″N 73°59′18″W / 40.7442°N 73.9883°W
麦迪逊广场北历史街区（英語：Madison Square North Historic District）位于美国纽约市曼哈顿区，2001年6月26日成立。  
该区位于麦迪逊广场的北部和西部，边界并不规则。其南部的主要界限是26街，从麦迪逊大道到将近第六大道处，但自第五大道到百老汇以西，南部边界达到25街。在北部，该区部分地段远达29街，但是部分地段只达到28街，甚至27街与28街之间。自东向西，该区完全处于麦迪逊大道与第六大道之间。
该历史街区包括大约96座建筑，代表了纽约市商业史上从1870年代到1930年代，该区的繁盛时期，拥有酒店，俱乐部，商店和公寓楼，高层写字楼，以及许多联排房屋，装饰艺术风格的塔楼等，见证了该地区每一个连续的发展阶段。
该历史街区大部分位于所谓NoMad内，后者意为“麦迪逊广场公园以北”。

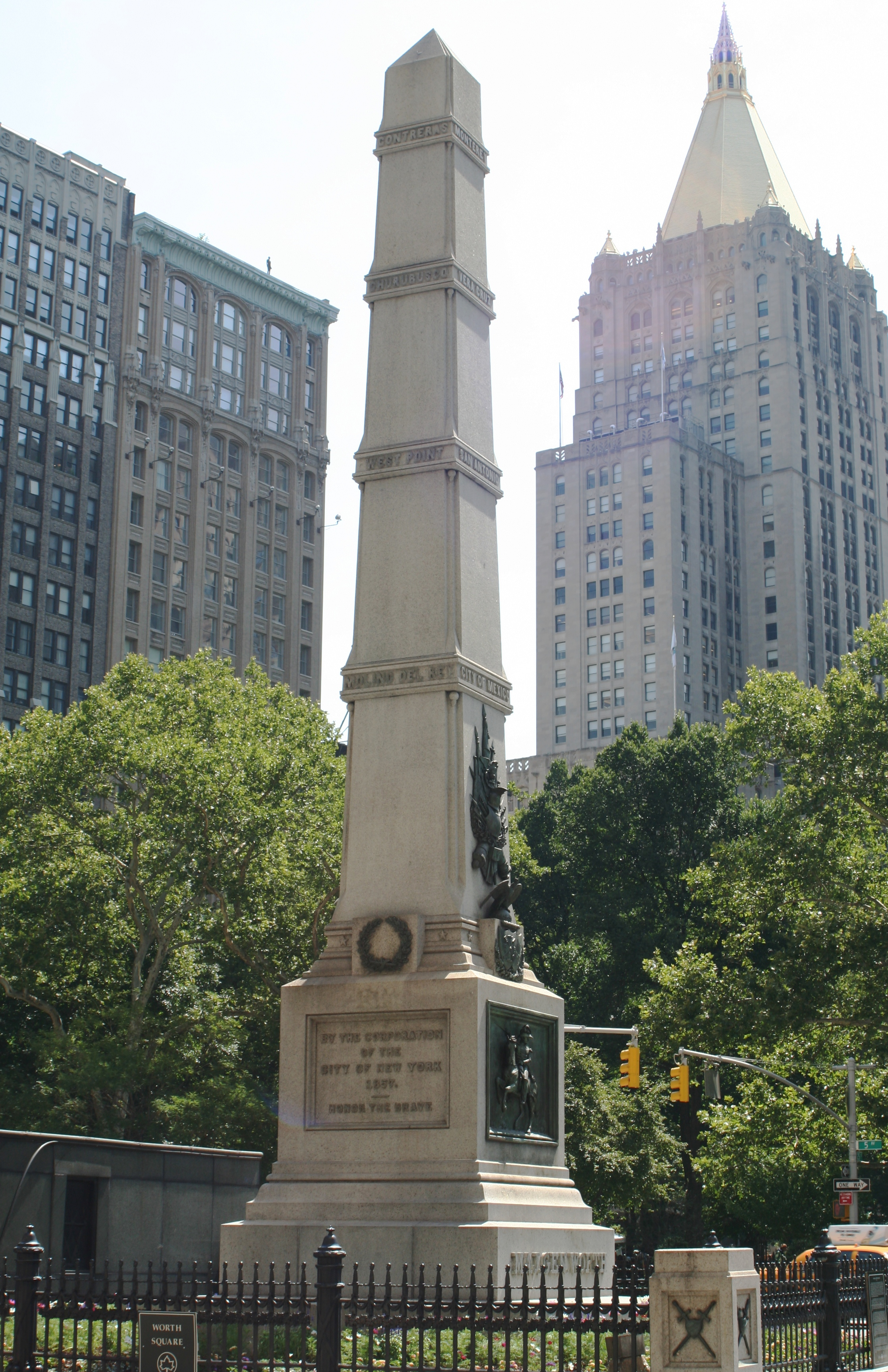
墨西哥战争纪念碑
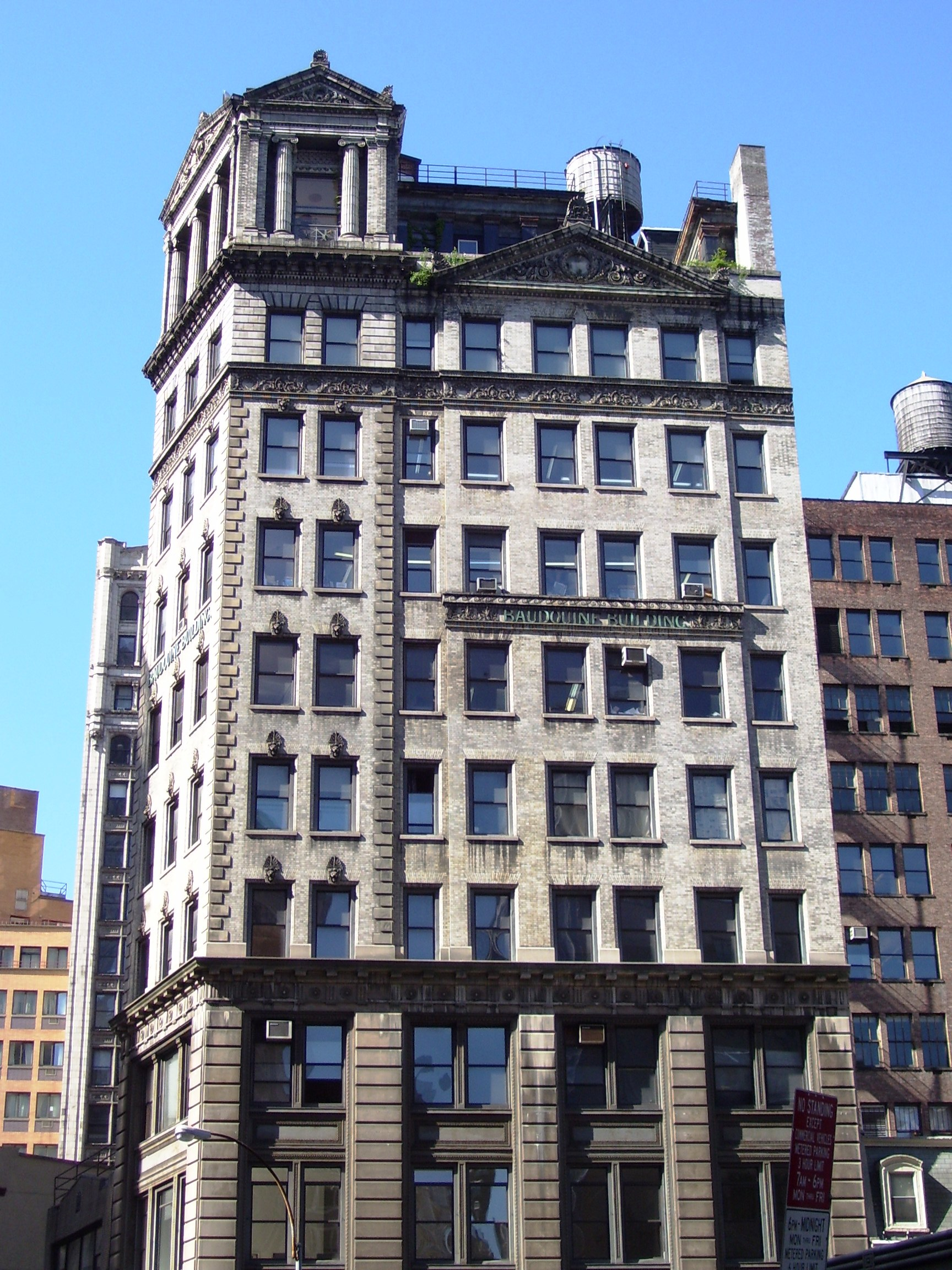
The Baudouine Building
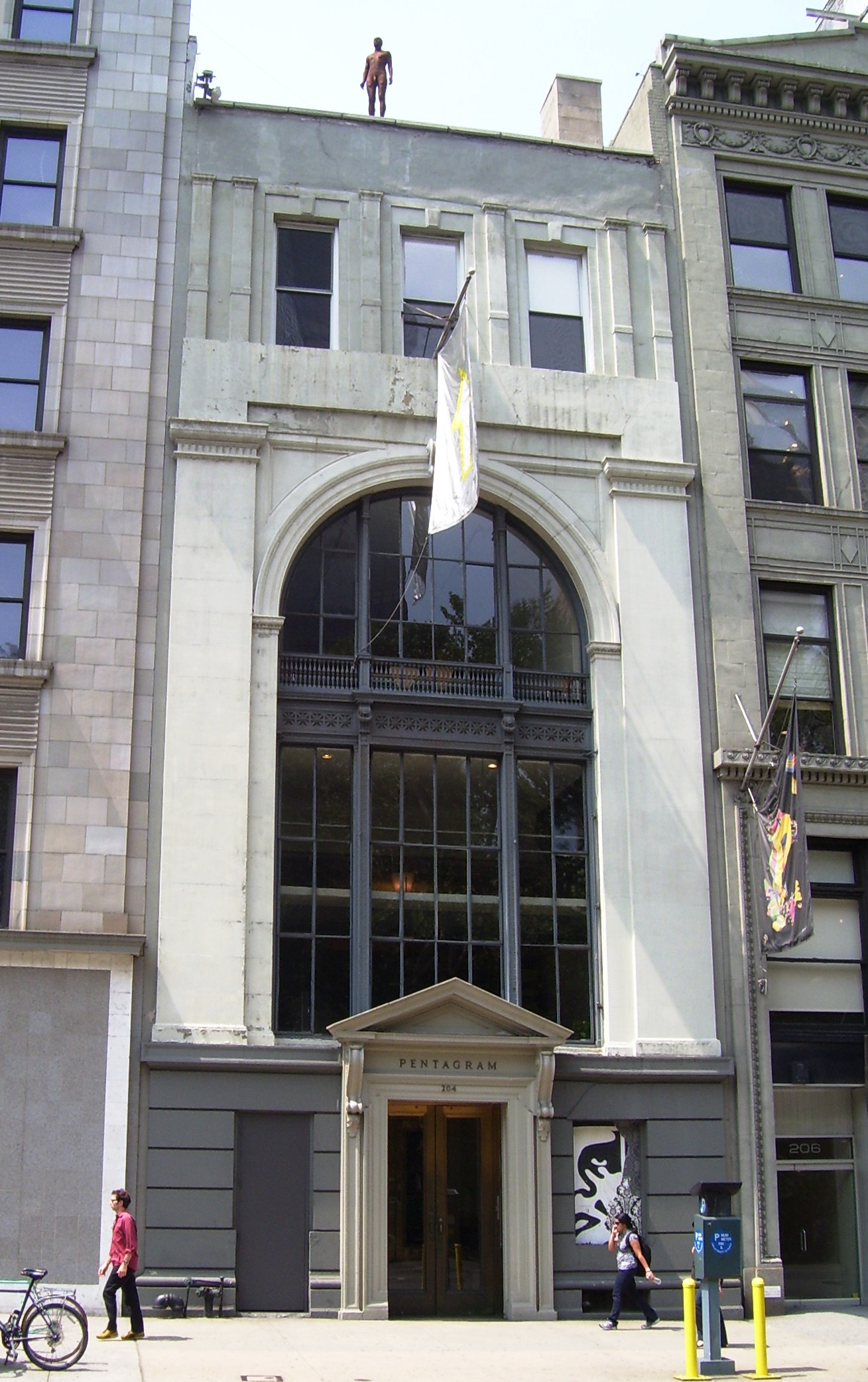
第五大道204号
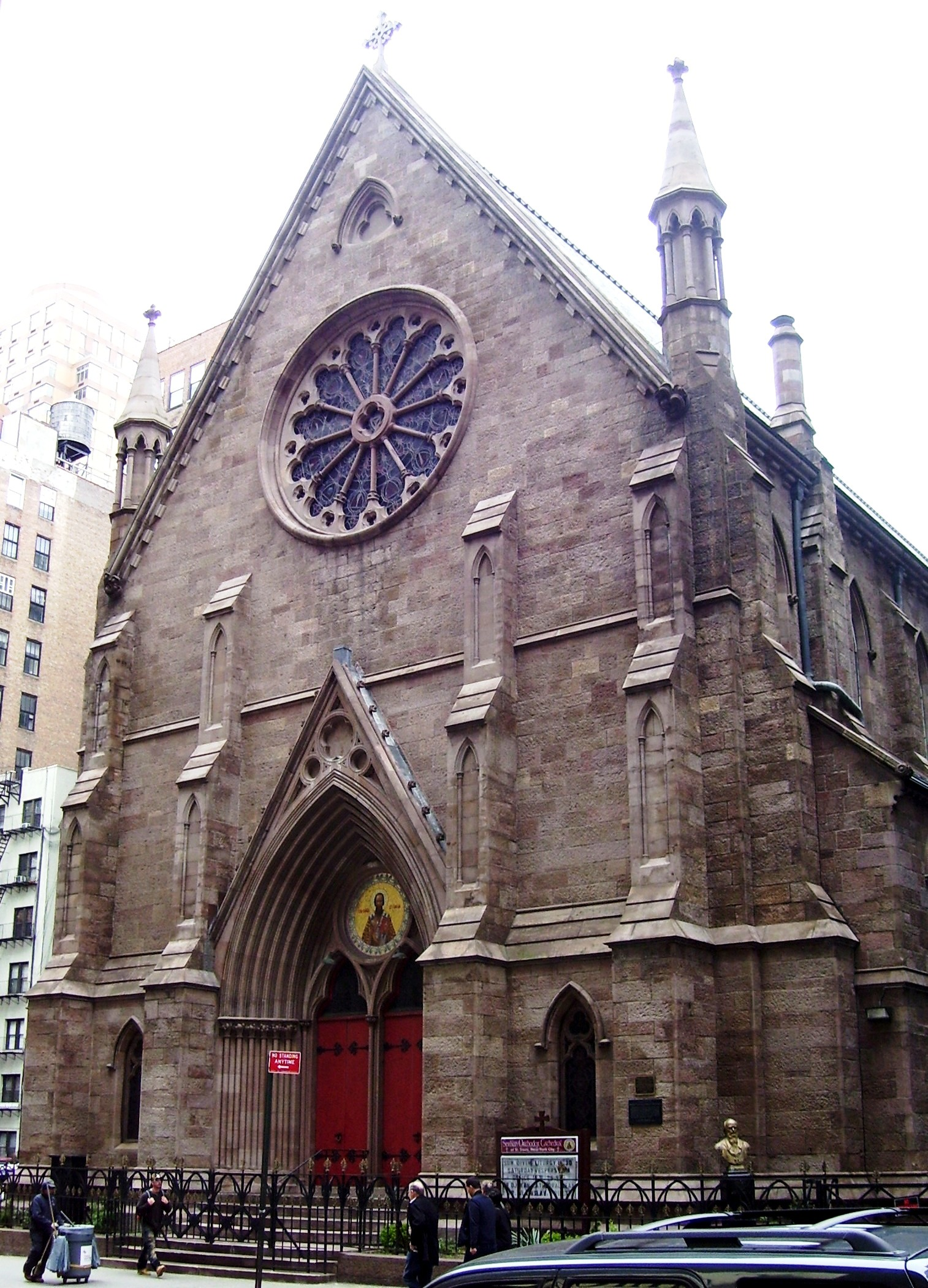
塞尔维亚东正教堂